# Karin Walser

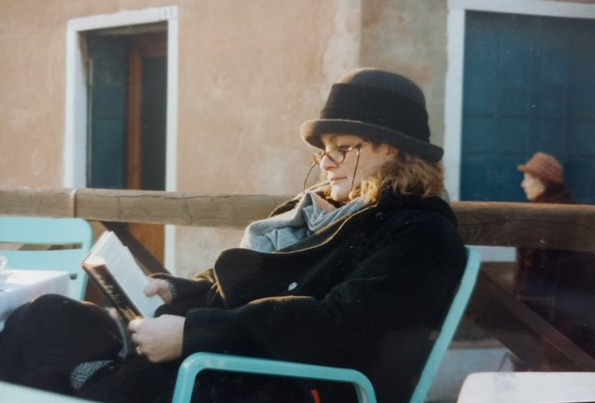
Karin Walser (1996)

Karin Walser (* 7. Juli 1950 in Zürich; † 2004 in Oberaudorf, Bayern) war eine feministische Soziologin und Professorin an der Hochschule Fulda. Mit ihrer kritisch-sozialwissenschaftlichen Forschung zu Frauen- und Geschlechterthemen trug sie zur politischen Positionierung der Zweiten Deutschen Frauenbewegung bei.

## Studium und Berufstätigkeit
Die gebürtige Schweizerin Karin Walser zog wegen ihres Interesses an der gesellschaftskritischen Frankfurter Schule 1969 nach Frankfurt am Main. An der Johann Wolfgang Goethe-Universität setzte sie ihr Soziologiestudium fort und erwarb 1975 mit einer Arbeit über Sozialarbeit als Beruf ihr Diplom. In den 80er Jahren promovierte sie mit einer Forschungsarbeit über Dienstmädchen. Frauenarbeit und Weiblichkeitsbilder um 1900.
Von 1978 bis 1982 arbeitete Walser als Wissenschaftliche Mitarbeiterin am Frankfurter Institut für Sozialforschung (IFS) in Frankfurt am Main in einem Forschungsprojekt zum Thema Grenzen der Frauenlohnarbeit. Im Anschluss übernahm sie eine Vertretungsstelle am Fachbereich Sozialpädagogik der Frankfurt University of Applied Sciences, später eine Professur zum Themenschwerpunkt Geschlechterfragen an der Hochschule Fulda im Fachbereich Sozialwesen.
2001 gehörte Walser zum Gründungskreis des Gender- und Frauenforschungszentrums der hessischen Hochschulen (gFFZ), einer übergreifenden gemeinsamen Einrichtung aller Hochschulen für Angewandte Wissenschaften Hessen (HAWs).
Karin Walser starb 2004 an Krebs. Sie hinterließ einen Sohn, Pier-Luc Windaus, 1983 geboren.

## Forschungsschwerpunkte und feministisches Engagement
In den 70er und 80er Jahren engagierte sich Karin Walser in der Zweiten Frauenbewegung. Unter anderem gründete sie den Verein Sozialwissenschaftliche Forschung und Praxis für Frauen e.V. mit, einer der ersten Vereine Deutschlands, der sich auf wissenschaftliche Frauenforschung konzentrierte. Der Verein veröffentlichte eine Buchreihe, die Beiträge zur feministischen Theorie und Praxis, die wichtige Impulse zur theoretisch-politischen Selbstverständigung der Frauenbewegung lieferten. Mit innovativen, manchmal provokanten Artikeln nahm Karin Walser Einfluss auf öffentliche feministische Debatten und löste gelegentlich damit Kontroversen aus. Zum Beispiel bezog sie entschieden Position gegen eine – besonders in den Anfangsjahren der Frauenbewegung verbreitete – Tendenz, Frauen nur in ihrer Opferrolle wahrzunehmen; Frauen sollten sich im Interesse der Emanzipation selbstkritisch auch mit ihrer eigenen Macht und Verantwortung auseinandersetzen.
Walsers Themenschwerpunkte waren unter anderem:
Dienstmädchen-Arbeit:
In ihrer Promotion hatte Walser als historische Studie eine Form der besonders entwerteten Frauenarbeit aufgegriffen: die Arbeit der Dienstmädchen um die Jahrhundertwende, die von keinem Arbeitsrecht geschützt und von ihren Arbeitgebern oft als sexuelles Freiwild betrachtet wurden. Walser analysierte die bis in die Wissenschaft hinein verbreitete Annahme, Dienstmädchen gingen häufig der Prostitution nach, als eine Phantasie über Frauen im Kontext von bürgerlicher Familie und gesellschaftlichem Wandel durch die Industrialisierung. In ihrer Studie wandte sie das – für alle ihre wissenschaftlichen Untersuchungen typische – methodische Verfahren an, neben dem manifesten auf den latenten Sinn historischer Quellen zu achten, um den „ideologischen Nebel, der den Blick auf die wirkliche Existenz der Frauen verstellt“, zu lüften. In dieser methodischen Vorgehensweise drückt sich Walsers Bezug zur gesellschaftstheoretischen und psychoanalytischen Tradition der Frankfurter Schule aus.
Lohn für Hausarbeit:
Inspiriert von der US-amerikanischen Frauenbewegung und deren Forderung nach Lohn für Hausarbeit veröffentlichte sie mit Silvia Kontos 1979 die Studie: …weil nur zählt, was Geld einbringt, die den Beginn einer soziologisch-kritischen Theorie der Hausarbeit markiert. Die Autorinnen untersuchten die ökonomische und soziale Bedeutung der häuslichen Arbeit (Reproduktionsarbeit, mittlerweile auch als Care-Arbeit bezeichnet), die bis dahin dem weiblichen Geschlecht als ‚natürlich‘ zugewiesen und so als gesellschaftlich notwendige Arbeit verschwiegen wurde. Mit dieser Studie wurde  zum ersten Mal die Unsichtbarkeit und die gesellschaftliche Entwertung der weiblichen Arbeit zum Gegenstand der wissenschaftlichen Forschung. In Interviews mit Frauen, die sie in Mütterkurheimen durchführten, machten die Autorinnen den zentralen gesellschaftlichen Wert der Frauenarbeit für die gesamte Gesellschaft sichtbar.
Frauen im Nationalsozialismus:
In der feministischen Theoriezeitschrift Feministische Studien veröffentlichte Karin Walser Ende der 80er Jahre die Streitschrift Gnade der weiblichen Geburt? Zum Umgang der Frauenforschung mit dem Nationalismus. Darin kritisierte sie die – unter anderem von der Psychoanalytikerin Margarete Mitscherlich aufgeworfene – These, Antisemitismus sowie die Anfälligkeit für Nationalsozialismus seien als eher männliche Phänomene einzuordnen, denn Frauen hätten im Verlauf der Geschichte nie politische Macht besessen und so auch keine Schuld auf sich laden können. Walser bezog in diesem Zusammenhang auch Position im feministischen Historikerinnen-Streit zwischen Gisela Bock und Claudia Koonz, bei dem es um Fragen von Schuld und Verantwortung von Frauen im Nationalsozialismus ging, wobei Walser, sei es zu Recht oder zu Unrecht, Bock vorwarf, die Beteiligung von Frauen am nationalsozialistischen Terror zu verharmlosen.
Soziale Arbeit:
Bereits früh in den 70er Jahren griff Karin Walser das Thema der Sozialen Arbeit auf. Sie zeigte auf, wie Sozialarbeit im historischen Zusammenhang mit der ersten deutschen Frauenbewegung als Frauenberuf entstand und verwies auf die strukturelle Ähnlichkeit der Anforderungen der sozialen Arbeit mit denen der unbezahlten Hausarbeit. Deren gesellschaftliche Entwertung spiegelte sich im niedrigen Status und der geringen Entlohnung von Sozialarbeit wider. Im Zuge der Professionalisierung der Sozialarbeit in den 70er und 80er Jahren wies Walser darauf hin, dass sich die Geringschätzung weiblicher Arbeit in diesem Berufsbereich fortsetze, da Männer in der Sozialarbeit, obwohl zahlenmäßig in der Minderheit, meist die höhergestellten und besser bezahlten Positionen einnähmen.

## Schriften

### Monographien
- Walser, K.: Dienstmädchen. Frauenarbeit u. Weiblichkeitsbilder um 1900. Verlag Neue Kritik, Frankfurt (Main) 1986, ISBN 978-3-8015-0214-0.
- Walser, K.: Kontos, Silvia: ...weil nur zählt, was Geld einbringt. Burckhardthaus-Laetare Verlag, Gelnhausen 1979, ISBN 3-7664-0088-6.
- Walser, K.: Kontos, Silvias: Hausarbeit ist doch keine Wissenschaft. In: Beiträge zur feministischen Theorie und Praxis, Verlag Frauenoffensive, München 1978.
- Walser, K.: Göttert, Margit: Gender und Soziale Praxis. Ulrike Helmer Verlag, Königstein/Taunus 2002 (Unterschiede: Diversity, Werkstattberichte 1), ISBN 3-89741-116-4.

### Aufsätze
- Dienstmädchen um 1900. In: Grenzen der Frauenlohnarbeit: Frauenstrategien in Lohn- und Hausarbeit seit der Jahrhundertwende. Campus Verlag 1986, 51–97, ISBN 3-593-33628-6.
- Der Zug in die Stadt. Berliner Dienstmädchen um 1900, In: Sigrid Anselm / Barbara Beck (Hrsg.): Triumph und Scheitern in der Metropole: zur Rolle der Weiblichkeit in der Geschichte Berlins, Reimer Verlag 1987, 75–90, ISBN 3-496-00917-9.
- Frauenarbeit und Weiblichkeitsbilder: Phantasien über Dienstmädchen um 1900. In: Annette Kuhn (Hrsg.): Frauen in der Geschichte, Verlag Schwann-Bagel 1985, 237–266, ISBN 3-590-18035-8.
- Frauen heute. Neue Ansprüche, neue Konflikte. In: Widersprüche. Zeitschrift für sozialistische Politik im Bildungs-, Gesundheits- und Sozialbereich, Verlag 2000, 1991, ISBN 3-88534-086-0.
- Frauenrolle und soziale Berufe am Beispiel von Sozialarbeit und Sozialpädagogik. In: Dagmar Oberlies / Ulrike Schmauch (Hrsg.): Anstoß nehmen – Anstoß geben: ein Rückblick auf 30 Jahre feministischer Diskussionen. Gedächtnisschrift für Karin Walser, Ulrike Helmer Verlag, Königstein/Taunus 2005, S. 14–27.
- Sexueller Missbrauch und weibliches Bewusstsein. Eine Kritik am Modellprojekt „Wildwasser“. In: Katharina Rutschky (Hrsg.): Sexueller Missbrauch als Metapher: über Krisen der Intimität in modernen Gesellschaften oder vom Umschlag der Aufklärung in Mythologie, Klein Verlag, Hamburg 1994, S. 259–278.
- Überlegungen zu einer feministischen Theorie der Hausarbeit. In: Hildegard Brenner u. a. (Hrsg.): Der andere Blick – feministische Wissenschaft. Alternative, Heft 120/121, Köln und Opladen 1978, S. 152–169.
- Frauen als Opfer. Heimliche Verleugnung des Geschlechtsunterschiedes und Vermeidung der Auseinandersetzung mit weiblicher Macht. In: Susan Heenen (Hrsg.): Frauenstrategien, Frankfurt a. Main, Verlag Neue Kritik 1984, S. 49–64, ISBN 3-8015-0198-1.
- Frauen im Nationalsozialismus. Eine Herausforderung für die feministische Theoriebildung. In: Lerke Gravenhorst (Hrsg.): Töchter-Fragen. NS-Frauen-Geschichte, Kore Verlag, Freiburg im Breisgau 1995, S. 59–72, ISBN 3-926023-81-3.
- Gnade der weiblichen Geburt? Zum Umgang der Frauenforschung mit Nationalsozialismus und Antisemitismus. In: Feministische Studien, 6. Jh., Nr. 1, 1988, 102–115.[15]

## Sekundärliteratur
- Dagmar Oberlies, Ulrike Schmauch (Hrsg.): Anstoß geben – Anstoß nehmen. Ein Rückblick auf 30 Jahre feministischer Diskussionen. Gedächtnisschrift für Karin Walser. Helmer Verlag, Königstein 2005, ISBN 3-89741-185-7.
- Ute Gerhard, Ulla Wischermann (Hrsg.): Klassikerinnen feministischer Theorie (Grundlagentexte. 2.), Königstein im Taunus, Helmer Verlag 2010, ISBN 978-3-89741-300-9.